# Abass Issah
Abass Issah (* 26. September 1998 in Asokwa, Ashanti Region) ist ein ghanaischer Fußballspieler. Der Stürmer steht beim GD Chaves unter Vertrag. Er ist ehemaliger ghanaischer Nachwuchsnationalspieler.

## Karriere

### Verein
Issah spielte bis Ende 2016 in Ghana für Asokwa Deportivo. Im Januar 2017 wechselte er zu NK Olimpija Ljubljana und wurde in der Saison 2017/18 mit der Mannschaft slowenischer Meister und Pokalsieger. Er absolvierte 41 Ligaspiele (elf Tore) für den slowenischen Erstligisten. Sein Vertrag lief bis 2020.
Ende August 2018 wurde Issah für fünf Jahre vom deutschen Bundesligisten 1. FSV Mainz 05 verpflichtet. Unter dem Cheftrainer Sandro Schwarz kam Issah in der Saison 2018/19 lediglich zu einer Einwechslung. In der wegen der COVID-19-Pandemie nach 25 Spieltagen abgebrochenen Saison 2019/20 spielte er auf Leihbasis 15 Ligaspiele (zwei Tore) für den niederländischen Erstligisten FC Utrecht. Anschließend kehrte er zur Vorbereitung auf die Saison 2020/21 zu Mainz 05 zurück. Im Januar 2021 wurde er erneut in die Eredivisie verliehen, diesmal zum FC Twente, für den er bis zum Saisonende in acht Ligaspielen zum Einsatz kam. Im Sommer 2021 wurde er für ein Jahr an den kroatischen Erstligisten HNK Rijeka verliehen. Sein bis 2023 laufender Vertrag mit Mainz 05 wurde Ende August 2022 vorzeitig aufgelöst.
Im September 2022 wechselte er zum portugiesischen Erstligisten GD Chaves.

### Nationalmannschaft
Er kam für die ghanaische U17- und die U19-Nationalmannschaft zum Einsatz.

## Trivia
Auf seinen Spielertrikots wird stets sein Vorname Abass abgebildet. Davon abgeleitet führte ihn bis zum Sommer 2020 sogar sein Verein Mainz 05 zunächst als Issah Abass.